# راب الوین
راب الوین (انگلیسی: Rob Elvins؛ زادهٔ ۱۷ سپتامبر ۱۹۸۶) بازیکن فوتبال اهل بریتانیا است.
از باشگاه‌هایی که در آن بازی کرده‌است می‌توان به باشگاه فوتبال وست برومویچ آلبیون، باشگاه فوتبال یورک سیتی، باشگاه فوتبال ووکینگ، باشگاه فوتبال سولیهال مورس، باشگاه فوتبال چلتنهام تاون، باشگاه فوتبال ووستر سیتی، و باشگاه فوتبال آلدرشات تاون اشاره کرد.